# 女神大戦
『女神大戦』（めがみたいせん）は、2007年6月8日にLiLiMより発売されたアダルトゲームである。本作の旧発売予定日は2007年5月25日、後に6月8日より延期変更された。狭義でのタイトルは『女神大戦 －Goddess great war－』。また、2008年3月27日に電脳CLUBよりDVDPG版も発売されている。

## 登場人物

### 主人公
稲垣智久（いながき ともひさ）
平凡な学園生活を送っていた主人公。千代谷由香と幼馴染であった。

### 天聖界
千代谷由香（ちよや ゆか）
声 - 芹園みや
勝利と栄光の女神アルテナの転生。真紅色の長髪と緑色の瞳を持つ美少女。友達からは「ミズ・パーフェクト」と呼ばれている。
- 武器：剣
- 基本攻撃：炎
- 必殺技：ウィズダム・ふぁいやー

藤沢真希（ふじさわ まき）
声 - 桜川未央
麗しき美の女神フィーネの転生。黄色のリボンが結びついた青色の長髪と赤色の瞳を持つ美少女。料理や菓子作りが得意。クールな性格でエッチな男に嫌悪感を示している。
- 武器：ビームサーベル
- 基本攻撃：気孔や波動
- 必殺技：Loveパッション

堂本美奈代（どうもと みなよ）
声 - 蓮香
清らかなる水の女神マリーナの転生。眼鏡を着用することで、茶色いくせっ毛のポニーテールと水色の瞳を持つ美少女。ホウキを持ち歩いているが特徴。最も綺麗が大好き。
- 武器：ホウキ
- 基本攻撃：水
- 必殺技：くりーにんぐ・ウォーターフォール

寺門雅（てらかど みやび）
声 - 長崎みなみ
豊穣なる大地の女神ハベスタの転生。黒いおかっぱ髪と藤色の瞳を持つ美少女。無口で心優しい下級生。エッチの知識は豊富。
- 武器：スコップ
- 基本攻撃：土や岩
- 必殺技：ぐっとはーべすと・ロック

柳原さゆ（やなぎはら さゆ）
声 - 民安ともえ
萌ゆる新芽の女神ペルティーナの転生。紫色のツインテールと金色の瞳を持つ小柄な美少女。寺門雅とは同級生で仲が良い。恋愛経験はない。智久と慕ってくる。
- 武器：薔薇鎖（ローズチェーン）
- 基本攻撃：植物
- 必殺技：すぶりんぐ・ブライト

ヘラ
声 - 一色ヒカル
天聖界を守っている婚姻の女神、神々の女王。
- 必殺技：マリッジリング

### 超魔界
ヴァス & サキュ
声 - 中家志穂 & 中家菜穂
超魔界の淫魔姉妹。マシンガントークが得意。
ベルゼブ
声 - 山川敦也
超魔界の超魔四傑衆の一人。「超魔界の貴公子（プリンス）」と呼ばれている。超魔界の最高実力者でもある。
アゼーナ
声 - カンザキカナリ
超魔界の超魔四傑衆の紅一点。「超魔界の誘惑者」と呼ばれている。超魔界の秘書が役割。
アスタロ
声 - ルネッサンス山田
超魔界の超魔四傑衆の一人。「超魔界の公爵」と呼ばれている。
ベリアール
声 - 胸肩腎
超魔界の超魔四傑衆の一人。「超魔界の魔神」と呼ばれている。

## スタッフ
- 原画 - 金目鯛ぴんく
- シナリオ - 髪ノ毛座

## 主題歌
オープニングテーマ
「女神ノ宿命」
作詞・作曲・編曲 - Ben / 歌 - 青葉りんご
挿入歌
「ラブ・タイトルマッチ」
作詞 - おだちえり / 作曲・編曲 - 虹音 / 歌 - 宮沢ゆあな

## 画集
- 『舞夢&女神大戦アートワークス - 金目鯛ぴんく画集』（彩文館出版、2008年8月30日発売） ISBN 978-4775603277